# Puerto Galera
Puerto Galera (Filipino: Bayan ng Puerto Galera) ist eine Stadtgemeinde im Nordwesten der philippinischen Provinz Oriental Mindoro auf der Insel Mindoro. Die Gemeinde liegt an der Isla-Verde-Straße, einem Hot Spot der Biodiversität auf den Philippinen und weltweit.  

## Barangays

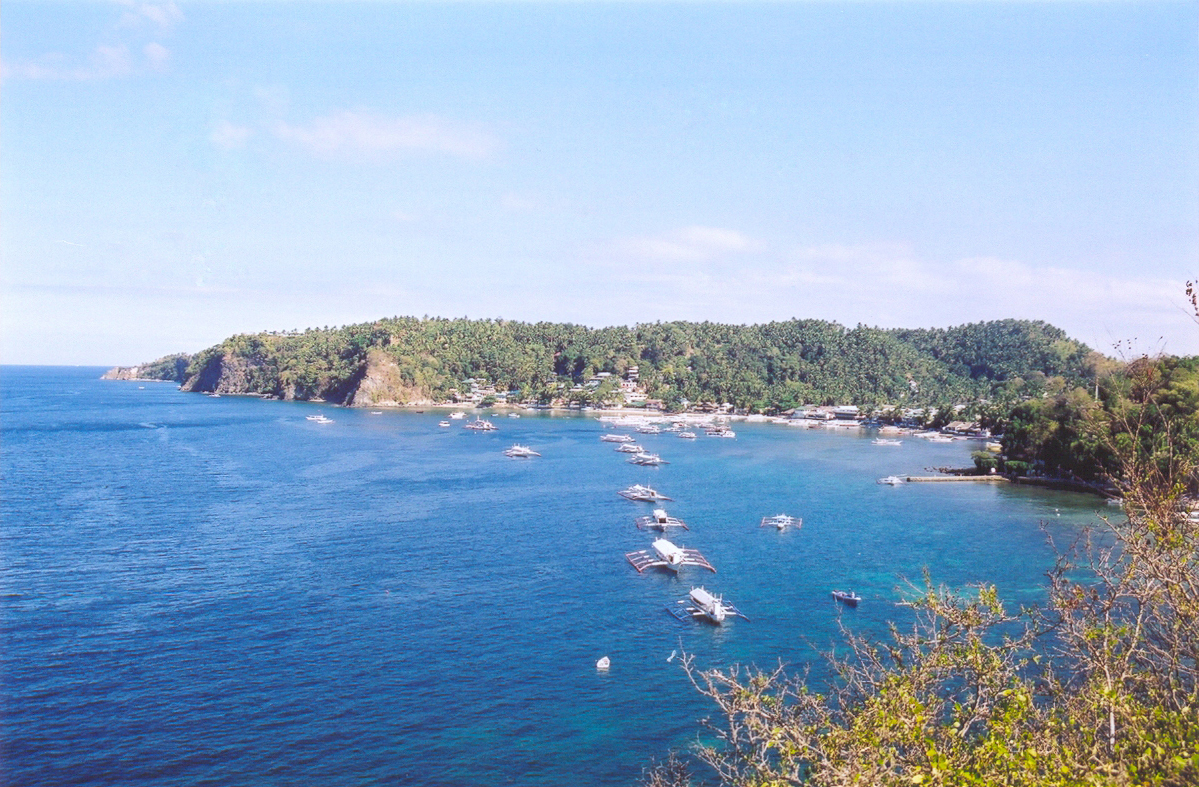
Sabang mit Hafen

Puerto Galera ist politisch in 13 Barangays unterteilt.
- Aninuan
- Balatero
- Dulangan
- Palangan
- Sabang
- San Antonio
- San Isidro
- Santo Niño
- Sinandigan
- Tabinay
- Villaflor
- Poblacion
- Baclayan